# SM U-34
SM U-34 – niemiecki okręt podwodny typu U-31 zbudowany w Friedrich Krupp Germaniawerft w latach 1912-1914. Wodowany 9 maja 1914 roku, wszedł do służby w Cesarskiej Marynarce Wojennej 5 października 1914 roku. Okręt uznawany jest  za jeden z najskuteczniejszych U-Bootów pierwszej wojny światowej, który w czasie 17 patroli zatopił ogółem 119 jednostek o łącznej  pojemności 257 652 BRT.
Pierwszym dowódcą został Claus Rücker, który był dowódcą U-34 od października 1914 roku do 11 grudnia 1916. 12 grudnia został zastąpiony przez kapitana Johannesa Klasinga, który na dwa miesiące od 18 stycznia 1918 roku do 13 marca 1918 roku został zastąpiony przez Wilhelma Canarisa. 
18 marca 1915 roku U-34 zatopił pierwszy statek, był to brytyjski SS „Glenartney” o  pojemności 5201 BRT. 21 marca 7 mil na południe od Beachy Head na liście zwycięstw U-34 znalazł się kolejny brytyjski parowiec SS „Cairntorr”, płynący z ładunkiem węgla do Genui.
Okręt wraz z całą załogą zaginął w październiku 1918 roku w okolicach Gibraltaru. Uważa się, że został zatopiony przez brytyjski statek pułapkę HMS „Privet.